# Gemeiner Pfennig
Gemeiner Pfennig ali Reichspfennig (slovensko skupni fenig ali cesarski fenig) je bil davek v Svetem rimskem cesarstvu (Reichssteuer),  uveden na pobudo  cesarja  Maksimilijana I. na zboru v Wormsu leta 1495. Cesar naj bi z zbranim denarjem  financiral vojno proti Franciji in Osmanskemu cesarstvu.
Davek so morali plačevati vsi podložniki Svetega rimskega cesarstva nemške nacionalnosti, stari 15 let ali več. Zasnovan je bil kot volilni davek, davek na dohodek in davek na premoženje, ki je bil odvisen od statusa in premoženja posameznika. Njegova uvedba je povsod naletela na toliko težav, da so ga leta 1505 dokončno odpravili. Po husitskem fenigu (Hussitenpfennig) leta 1427 je bil Gemeiner Pfennig še en poskus uvedbe cesarskega davka kot  del celovite, a na koncu neuspešne reforme cesarja Maksimiljana. Naslednik skupnega feniga kot cesarskega davka je bil Kammerzieler.